# 18 어게인
《18 어게인》은 2020년 9월 21일부터 2020년 11월 10일까지 방송된 JTBC 월화 드라마이다.

## 기획 의도
이혼 직전 18년 전 리즈 시절로 돌아간 남편의 이야기

## 등장인물

### 주요 인물
- 김하늘 : 정다정 역 (아역 : 한소은) - 신입 아나운서
- 윤상현 : 홍대영 역 - 다정의 남편
- 이도현 : 고우영(18세 홍대영) 역
- 위하준 : 예지훈 역 - 세움 울브즈 소속 야구 투수, 서연의 삼촌이자 양아버지
- 김유리 : 옥혜인 역 - 2학년 7반 담임선생님, 게임 덕후
- 김강현 : 고덕진 역 - 고고플레이 대표, 우영의 가짜아버지
- 이미도 : 추애린 역 - 이혼 전문 변호사
- 노정의 : 홍시아 역 - 대영과 다정의 딸, 시우의 쌍둥이 누나, 지호의 여자친구
- 려운 : 홍시우 역 (아역 : 이천무) - 대영과 다정의 아들, 시아의 쌍둥이 동생, 소미의 남자친구

### 세림 고등학교
- 최보민 : 서지호 역 (아역 : 김강훈, 기은유) - 세림고 모범생, 2학년 7반 반장, 시아의 소꿉친구이자 남자친구
- 황인엽 : 구자성 역 (아역 : 이수) - 세림고 농구부 주장
- 오소현 : 전보배 역 - 2학년 7반
- 이은재 : 엄소미 역 - 2학년 7반, 시우의 여자친구
- 류다빈 : 황영선 역 - 2학년 7반

### JBC 아나운서국
- 안내상 : 문상휘 역 - 국장
- 장혁진 : 허웅기 역 - 팀장
- 김윤혜 : 권유미 역 - 신입 아나운서
- 고은민 : 임자영 역 - 신입 아나운서
- 양대혁 : 남기태 역 - 신입 아나운서
- 안미나 : 최지나 역 - 아나운서, 유미와 친한 선배

### 그 외 인물
- 최재원 : 이진혁 역
- 빈찬욱 : 기용 역
- 윤정훈 : 박희성 역
- 김미경 : 여인자 역 - 다정의 어머니
- 이병준 : 홍주만 역 - 대영의 아버지
- 조상건 : 너구리 할아버지 역
- 김중기 : 학생주임 역
- 서이수 : 유주 역
- 배유리 : 유주엄마 역
- 한재하 : 보도국 아나운서 역
- 윤별하 : 서연 역

### 특별출연
- 장성규 : 장성규 역 - 아나운서 면접 보러온 남자
- 전현무 : 배승현 역 - 아나운서 면접관
- 송유현 : 서연의 어머니 역
- 허재 : 실업 농구 감독 역
- 임지규 : 지훈의 형 역 - 서연의 친아버지
- 허정민 : 애린의 남자친구 역
- 조련 : 대영의 어머니 역
- 이얼 : 일권의 아버지 역
- 김동현 : 격투기 센터 관장 역
- 도원경 : 도원경 역 - 가수. 세림고등학교 선배
- 문지인 : '위기의 부부' 아내 1 역
- 허재호 : '위기의 부부' 남편 1 역
- 이채은 : '위기의 부부' 아내 2 역
- 김호창 : '위기의 부부' 남편 2 역
- 이기우 : 최일권 역 (아역 : 김선민) - 세림고 농구부 코치

## 시청률
최저 시청률과 최고 시청률은 시청률 조사회사와 지역별로 시청률에 차이가 있을 수 있습니다.
| 2020년      | 2020년      | 2020년                        | 2020년             | 2020년             |
| 회차        | 방송일      | 부제 (서브 타이틀)            | 닐슨 코리아 시청률 | 닐슨 코리아 시청률 |
| 회차        | 방송일      | 부제 (서브 타이틀)            | 대한민국(전국)     | 서울(수도권)       |
| ----------- | ----------- | ----------------------------- | ------------------ | ------------------ |
| 제1회       | 9월 21일    | 삶은 계속된다                 | 1.753%             | -                  |
| 제2회       | 9월 22일    | 너를 웃게 만든 것에 대해서    | 2.417%             | -                  |
| 제3회       | 9월 28일    | 비와 당신의 이야기            | 2.674%             | 2.494%             |
| 제4회       | 9월 29일    | 그 시절, 우리가 사랑했던 소년 | 2.532%             | 2.531%             |
| 제5회       | 10월 5일    | 첫사랑은 이루어지지 않는다    | 3.209%             | 2.987%             |
| 제6회       | 10월 6일    | 어느 1호 팬의 진심            | 2.786%             | 2.855%             |
| 제7회       | 10월 12일   | 내게 용기를 주는 사람         | 2.803%             | .                  |
| 제8회       | 10월 13일   | 나만 몰랐었던 이야기          | 3.157%             | 3.220%             |
| 제9회       | 10월 19일   | 잃고 나면 보이는 것들         | 3.117%             | 2.969%             |
| 제10회      | 10월 20일   | 다시 사랑한다면               | 3.192%             | 2.985%             |
| 제11회      | 10월 26일   | 사랑을 놓치다                 | 2.573%             | 2.423%             |
| 제12회      | 10월 27일   | 반달                          | 2.256%             | 2.315%             |
| 제13회      | 11월 2일    | 나를 설레게 하는 남자         | 2.824%             | 2.797%             |
| 제14회      | 11월 3일    | 보고 싶다                     | 2.878%             | .                  |
| 제15회      | 11월 9일    | 고백                          | 2.683%             | .                  |
| 제16회      | 11월 10일   | 삶은 계속된다                 | 2.743%             | .                  |
| 평균 시청률 | 평균 시청률 |                               | 2.725%             | -                  |

## OST
- Part.1 소유 - 하나면 돼요 (2020.09.22 발매)
- Part.2 소향 - Hello (2020.09.28 발매)
- Part.3 최낙타 - 너였으면 (2020.09.29 발매)
- Part.4 솔지 - 한 사람 (2020.10.05 발매)
- Part.5 sondia - How To Love (2020.10.06 발매)
- Part.6 적재 - 기억은 추억이 된다 (2020.10.13 발매)
- Part.7 클라라C - Somebody (2020.10.19 발매)
- Part.8 윤상현 - 다시 사랑한다면 (2020.10.20 발매)
- Part.9 에브리 싱글 데이 - First Time (2020.10.27 발매)

## 수상 목록
| 수상 연도 | 시상식                          | 부문                   | 수상자 | 결과 |
| --------- | ------------------------------- | ---------------------- | ------ | ---- |
| 2020년    | 제7회 APAN 스타 어워즈          | 남자 신인상            | 이도현 | 수상 |
| 2021년    | 2021 대한민국 퍼스트브랜드 대상 | 남자 배우 신인상       | 이도현 | 수상 |
| 2021년    | 제57회 백상예술대상             | TV부문 남자 신인연기상 | 이도현 | 수상 |

## 같이 보기
- 대한민국의 텔레비전 드라마 목록 (숫자)
- 2020년 대한민국의 텔레비전 드라마 목록